# Belaja (Kursk)
Belaja (russisch Бе́лая) ist eine Sloboda in der Oblast Kursk in Russland mit 2598 Einwohnern (Stand 14. Oktober 2010).

## Geographie
Der Ort liegt etwa 80 km Luftlinie südsüdwestlich des Oblastverwaltungszentrums Kursk, gut 20 km von der Staatsgrenze zur Ukraine und knapp 10 km von der Grenze zur Oblast Belgorod entfernt. Er befindet sich am rechten Ufer des Iljok, der etwa 3 km nördlich von links in den  Psjol mündet.
Belaja ist Verwaltungszentrum des Rajons Belowski sowie Sitz der Landgemeinde (selskoje posselenije) Belowski selsowet, zu der außerdem die drei Dörfer Ganschowka (10 km südöstlich), Loschakowka (2 km nördlich) und Sindejewka (9 km südöstlich) sowie die zwei Weiler (chutor) Penski und Podol (entsprechen 10 und 11 km südöstlich) gehören.

## Geschichte
Der Ort entstand 1664 im Zusammenhang mit der Besiedlung des Gebietes im Hinterland der Belgoroder Verhaulinie entlang der damaligen Südgrenze des Zarentums Russland, als sich dort aus dem Dienst entlassene Kosaken niederließen. Der Name steht im Russischen für „weiß“, hier möglicherweise in Bezug aus von Pflichten und Abgaben befreite Kosaken, die so bezeichnet wurden. Ab 1727 gehörte Belaja zum Ujesd Sudscha des Gouvernements Belgorod, ab 1779 der Statthalterschaft Kursk und ab 1797 des Gouvernements Kursk. Spätestens Mitte des 19. Jahrhunderts war Belaja eine der größten Ortschaften des Ujesds und als solche Sitz einer Wolost.
Mit Einführung der Rajongliederung wurde Belaja am 30. Juli 1928 Verwaltungssitz eines nach ihm benannten Rajons im Okrug Belgorod (bis 1930) der Zentralen Schwarzerde-Oblast (Zentralno-Tschernosjomnaja oblast), aus der am 13. Juni 1934 die Oblast Kursk hervorging.
Im Zweiten Weltkrieg wurde Belaja Anfang Oktober 1941 von der deutschen Wehrmacht eingenommen und am 23. Februar 1943 von der Roten Armee zurückerobert.
Am 1. Februar 1963 wurde der Rajon vorübergehend aufgelöst und sein Territorium in den Sudschanski rajon eingegliedert, aber am 12. Januar 1965 wiederhergestellt.

### Bevölkerungsentwicklung
| Jahr | Einwohner |
| ---- | --------- |
| 1897 | 4767      |
| 1939 | 4264      |
| 1959 | 3146      |
| 1970 | 3247      |
| 1979 | 3015      |
| 1989 | 3278      |
| 2002 | 2875      |
| 2010 | 2598      |

Anmerkung: Volkszählungsdaten

## Verkehr
Nach Belaja führt die Regionalstraße 38N-010, die gut 10 km nördlich von der 38K-028 abzweigt, die Obojan an der M2 Krim mit Sudscha verbindet. Von Belaja nach Süden führt die Straße weiter als 38K-001 zur Grenze der Oblast Belgorod, dort weiter in Richtung Rakitnoje – Belgorod; ebenso die 38N-009 nach Osten, in der Oblast Belgorod in Richtung Iwnja. Die 38K-029 ist eine Verbindung zwischen Belaja und der 38K-028 in nordwestlicher Richtung.
Die nächstgelegene Bahnstation ist Rulitino etwa 7 km südlich des Ortes bei Kilometer 97 der Nebenstrecke (Nawlja –) Lgow – Gotnja – Chotmyschsk (ehemals weiter nach Charkiw, heute vor der Grenze zur Ukraine unterbrochen und abgebaut).